# Richmond Olympic Oval
Richmond Olympic Oval (lub Richmond Oval) – hala sportowa w Richmond w Kanadzie. W obiekcie były rozgrywane zawody Łyżwiarstwa Szybkiego na ZIO 2010. W budynku zostało umieszczone oficjalne laboratorium antydopingowe. Całkowity koszt projektu wyniósł 178 milionów dolarów.

## Projekt
Obiekt został zbudowany obok rzeki Fraser, i kilka przecznic dalej od Lansdowne Station na Canada Line. Jest pierwszym obiektem olimpijskim widzianym z powietrza przez pasażerów przylatujących na Port lotniczy Vancouver. Na dachu jest widoczny rysunek czapli, która żyje w pobliskiej rzece. Richmond Olympic Oval ma powierzchnię 33 750 m², wliczając w to 20 000 m² głównej podłogi, której obwód ma 400 m długości. Obiekt może pomieścić 8 000 widzów.
Charakterystyczną cechą Richmond Owal jest jeden z najdłuższych w Ameryce Północnej, wyjątkowy dach w kształcie płomieni palącego się drewna. W połączeniu z drzewami okalającymi budynek i płomiennym sklepieniem całość daje niepowtarzalny efekt. Fasada budynku jest obłożona specjalnymi błękitnymi panelami, zaprojektowanymi przez inżynierów firmy Fast+Epp. Sufit budynku został wykonany z drewna sosny kanadyjskiej przez firmę StructureCraft Builders Inc.
Na zewnątrz znajduje się staw, który zbiera wodę opadową bezpośrednio, jak również z dachu. Pełni on również funkcję nawadniającą zieleń wokół obiektu oraz zasila toalety. Fontanna, która znajduje się na zewnątrz, została zaprojektowana przez miejscową architekt Susan Point.

## Budowa

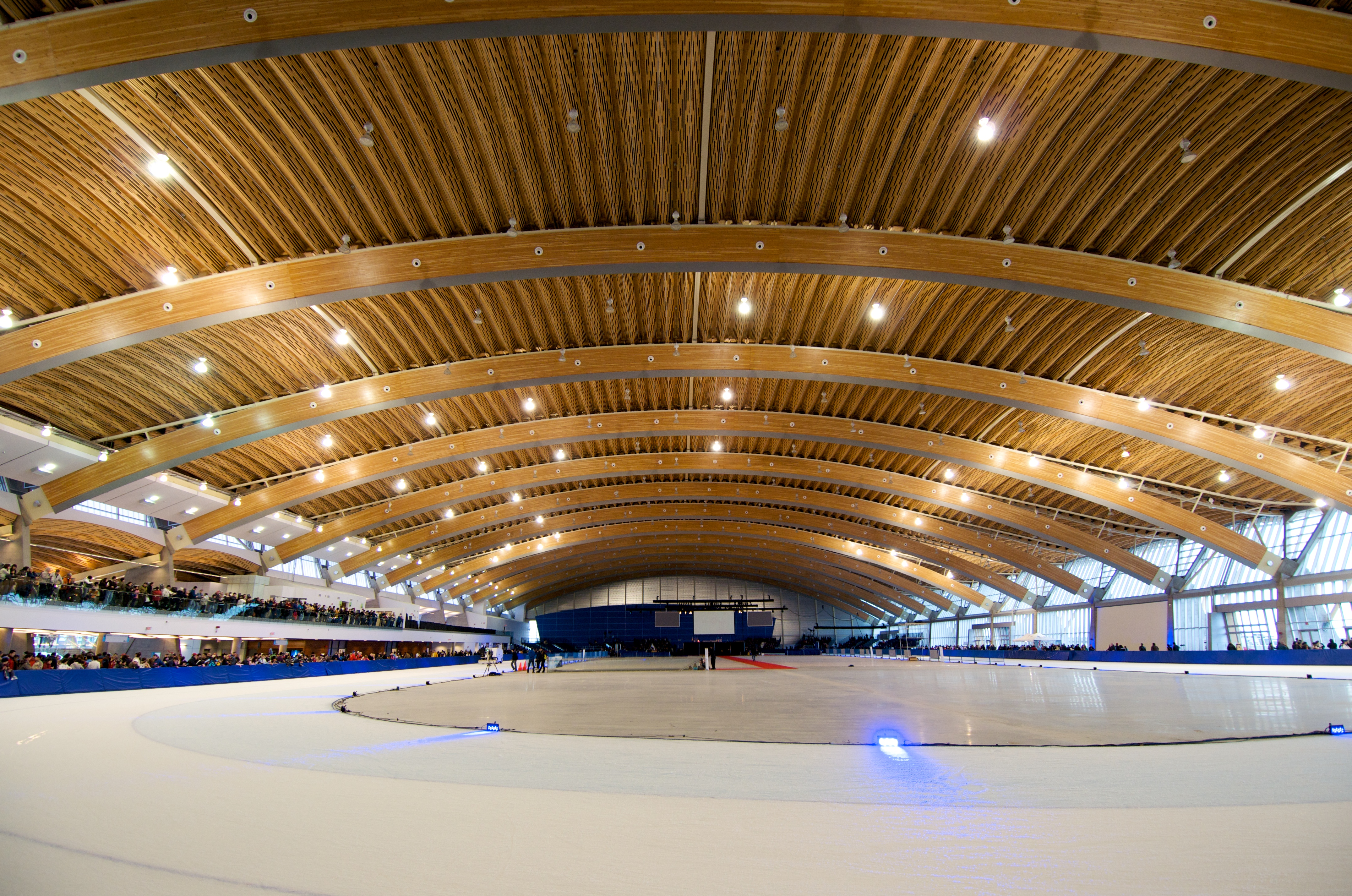
Richmond Olympic Oval - widok wewnątrz obiektu

Prace nad budowlą rozpoczęły się 17 listopada 2006. Oficjalne otwarcie hali odbyło się 12 grudnia 2008, w związku z Mistrzostwami Świata w Łyżwiarstwie Szybkim w 2009.

## Rekordy toru
| Dystans      | Łyżwiarka         | Państwo | Czas     | Data       |
| ------------ | ----------------- | ------- | -------- | ---------- |
| 500m         | Jenny Wolf        | Niemcy  | 37.72    | 2009-03-15 |
| 1000m        | Christine Nesbitt | Kanada  | 1:16.28  | 2009-03-14 |
| 1500m        | Christine Nesbitt | Kanada  | 1:56.89* | 2009-10-18 |
| 3000m        | Martina Sáblíková | Czechy  | 4:02.53  | 2010-02-14 |
| 5000m        | Martina Sáblíková | Czechy  | 6:50.92  | 2010-02-24 |
| Team Pursuit | Kanada            | Kanada  | 2:58.25  | 2009-03-15 |

* = Ireen Wüst również uzyskała czas 1:56.89 na Zimowych igrzyskach olimpijskich w Vancouver w dniu 21 lutego 2010, zdobywając złoty medal.
| Dystans      | Łyżwiarz        | Państwo           | Czas      | Data       |
| ------------ | --------------- | ----------------- | --------- | ---------- |
| 500m         | Lee Kang-seok   | Korea Południowa  | 34.80     | 2009-03-15 |
| 1000m        | Shani Davis     | Stany Zjednoczone | 1:08.94   | 2010-02-17 |
| 1500m        | Mark Tuitert    | Holandia          | 1:45.57   | 2010-02-20 |
| 3000m        | Scott Bickerton | Kanada            | 3:58.44 * | 2009-01-30 |
| 5000m        | Sven Kramer     | Holandia          | 6:14.60   | 2010-02-13 |
| 10000m       | Sven Kramer     | Holandia          | 12:55.32  | 2009-03-15 |
| Team Pursuit | Holandia        | Holandia          | 3:39.95   | 2010-02-27 |

* = Sven Kramer uzyskał na tym odcinku nieoficjalny czas 3:52.93 podczas wyścigu na 5.000 m rozgrywanego na Mistrzostwach świata w łyżwiarstwie szybkim w dniu 13 marca 2009.